# Liste d'œuvres d'art public à Vénissieux
Pour un article plus général, voir Liste d'œuvres d'art public dans le département du Rhône.
Cet article recense les œuvres publiques de Vénissieux, en France.

## Historique
Si les commandes d'œuvres publiques de la ville de Vénissieux sont principalement des monuments aux morts après la Seconde Guerre mondiale, le 1 % artistique va permettre à la ville, notamment à partir de 1968, d'introduire de nombreuses œuvres d'art contemporains. Ces œuvres d'art, notamment entre 1968 et 1975, ont été principalement installées dans les établissements scolaires.

## Listes

### Sculptures

#### Jardins publics
- À ceux qui ont donné leur vie pour la liberté, Louis Muller, 1945 (parc Louis-Dupic)[3]
- Laurent-Guérin (buste), Louis Muller, 1945 (square Laurent-Guérin)[3]
- Le Lit, Geneviève Dumont, 1972 (parc Louis-Dupic)
- Mont Ararat, Christiane Guillaubey, 1990 (square Léa et Napoléon Bullukian)

#### Places
- Nu assis, Georges Salendre, 1968 (place Ennemond-Romand)
- La République des peuples, Georges Salendre, 1968 (place Gaston-Monmousseau)
- La Vénissieuse, Geneviève Böhmer, 1990 (place de la paix)

#### Établissements scolaires
- La Belle Cordière, Georges Salendre, 1963 (18 rue Rosenberg, lycée Hélène-Boucher)
- Le Charlot, Josef Ciesla, 1972 (3 rue Georges-Lyvet, collège Paul-Eluard)
- Le Coq, André Tajana, 1968 (81 boulevard du docteur Coblod, groupe scolaire Max-Barel)
- Évasion, Gérard Gasquet, 1970 (24 avenue de la division Leclerc, groupe scolaire Paul-Langevin)
- La Mémoire, Geneviève Dumont, 1975 (49 bis rue Léo-Lagrange, groupe scolaire Léo-Lagrange)
- Le Musicien, Gérald Martinand, 1974 (12 avenue de la division Leclerc, école élémentaire Anatole-France)
- La Porte du soleil, Serge Boyer, 1975 (37 boulevard Lénine, école élémentaire Saint-Exupéry)
- Sans titre, artiste inconnu, 1970 (avenue Jean-Moulin, collège Jules-Michelet)
- Sans titre, Jocelyne Antoine, 1989 (18 rue Ethel et Julius Rosenberg, lycée Hélène-Boucher)
- Sans titre, Ivan Avoscan, 1981 (rue Ernest-Renan, collège Honoré de Balzac)
- Sans titre, Thérèse Contestin, 1988 (1 rue de la Démocratie, école Charles-Perrault)
- Sans titre, Costa Coulentianos, 1975 (55 rue Joannès-Vallet, école élémentaire Jules-Guesde)
- Sans titre, René Jaros, 1983 (39 rue Vladimir-Komarov, groupe scolaire Henry-Wallon)
- Sans titre, Georges Manillier, 1968 (81 boulevard du docteur Coblod, groupe scolaire Max-Barel)
- Sans titre, Georges Manillier et André Tajana, 1975 (15 rue Léo-Lagrange, groupe scolaire Louis-Pergaud)
- Sans titre, Jean-Charles Monot, 1998 (66 avenue Georges-Lévy, groupe scolaire Georges-Lévy)
- Sans titre, Roger Point, 1975 (route de Corbas, collège Louis-Aragon)
- Sans titre, Bernard Soisson, 1979 (7 avenue d’Oschatz, lycée Jacques-Brel)
- Les Soleils, José Neves, 1975 (3 avenue de la division Leclerc, collège Elsa-Triolet)
- Le Temple, Christine Celarier, 1988 (40 rue du clos Verger, école maternelle du clos-Verger)

#### Rues
- Colombe, Antoine Arnaud, 1983 (22 rue Pierre-Brossolette)
- L'Homme qui marche, Madeleine Lambert, 2002 (13 avenue Marcel-Paul)
- Les Musiciens, Brigitte Savy, 1989 (salle Erik-Satie)
- Nomade, Azzouz Seffari, 1996 (4 rue Gaspard-Picard)
- Portraits réfléchis ou portraits au verre, Marie-Noëlle Décoret, 2010 (10 bis avenue Jean-Cagne)
- Pour ralentir... Enfin !, Sylvie Dupin, 1985 (20 avenue de la division Leclerc, Les Minguettes)
- Les Ravaudeux, Yves Henri, 1997 (99 rue des Martyrs de la Résistance)
- La Révolution en mouvement, René Jaros, 1989 (5 avenue Marcel-Houël)
- Sans titre, Anne Legay, 1985 (8 boulevard Laurent-Gérin)
- Sans titre, Françoise et Michel Turin, 1972 (rue Joannès-Vallet, cité Julio-Curie)
- Soleil, Ivan Avoscan, 1981 (boulevard Ambroise-Croizat)
- Si..., Martine Neddam, 1988 (13 rue Gambetta)
- Le Vieux-Bourg, Jean-Louis Allardet, 1988 (24 rue du château)

#### Autres
- Aux enfants de Vénissieux mort pour la France et aux militaires tombés en Indochine, Gérald Martinand, 1976 (chemin de Feyzin, nouveau cimetière)
- Le Cheval bleu d'Elyette, Gérald Martinand, 1988 (59 bis avenue des Martyrs de la Résistance, bibliothèque la Pyramide)
- Enfantement, Jean-Paul Domergue, 1972 (23 rue Georges Lyvet, centre social Eugénie-Cotton)
- Marianne, Michel-Hubert Bal, 1972 (5 avenue Marcel-Houël, Mairie de Vénissieux, salle des mariages)
- Le Regardeur, Bachir Hadji, 2010 (12 avenue Jean-Cagne, cinéma Gérard-Philippe)
- Résistance (bas-relief), Bachir Hadji, 1988 (place Léon-Sublet, façade du Musée de la résistance et de la déportation)
- Signe-Échange, Alain Lovato, 1994 (boulevard Julio Curie, salle polyvalente Irène Julio-Curie)

### Tramway et métro

#### Métro
- La Nuit américaine, Victor Caniato, 1996 (Parilly)
- Ntshak, Max Schoendorff, 1992 (station de métro gare SNCF)
- Entrelacs de feuilles, Patrice Giorda, 1996 (métro Parilly, place Jules Grandclément)